# Grotte Vaticane
Le Grotte Vaticane si estendono sotto una parte della navata centrale della basilica di San Pietro in Vaticano, tre metri sotto l'attuale pavimento, dall'altare maggiore (il cosiddetto altare papale) sino a circa metà della navata; formano una vera e propria chiesa sotterranea che occupa lo spazio tra l'attuale pavimento della basilica e quello dell'antica basilica costantiniana del IV secolo.

## Descrizione
Quelle che impropriamente sono chiamate "grotte" in realtà rappresentano l'intercapedine tra la vecchia basilica costantiniana e quella attuale: passeggiando nelle "grotte" si cammina così in quella che era la basilica fatta costruire dall'imperatore e durata fino al XVI secolo. Questo è il motivo per cui le "grotte" non percorrono tutta la lunghezza della soprastante navata centrale dell'attuale basilica, ma arrivano solo fin dove arrivava la navata centrale della basilica costantiniana.
La pianta della cripta della basilica di San Pietro, che si dirama in nicchie, corridoi e cappelle laterali, è quella di una chiesa a tre navate (le cosiddette "grotte vecchie") con cappelle che ospitano le sepolture dei papi; l'abside semicircolare della chiesa, con cappelle e monumenti funebri, (le cosiddette "grotte nuove") ha come centro ideale la cappella di San Pietro, alla quale corrisponde, sopra le grotte, l'altare papale e la cupola michelangiolesca, e, nella necropoli sotterranea, la tomba dell'apostolo Pietro, il primo papa romano.
Le grotte vaticane costituiscono un complesso monumentale suggestivo per le tante memorie storiche. Oltre a custodire le tombe di numerosi pontefici, le grotte sono ricche di opere d'arte provenienti dall'antica basilica. Tra le opere d'arte più importanti conservate nella grotte vaticane bisogna certo ricordare il monumento funebre di papa Bonifacio VIII, di Arnolfo di Cambio. Importante anche il monumento funebre del cardinale Berardo Eroli opera di Giovanni Dalmata e frammenti di affreschi attribuiti a Pietro Cavallini.
Il sarcofago di Giunio Basso, e la tomba in bronzo di papa Sisto IV (realizzata da Antonio del Pollaiolo nel 1493) sono conservati nella Camera del Tesoro di San Pietro (accesso sulla navata destra della basilica sovrastante).

## Le sepolture
Farsi seppellire nelle Grotte Vaticane, vicino alla tomba di Pietro, è stato il desiderio di molti papi, re e regine; così come lo fu per i primi cristiani.
Tra le più antiche personalità sepolte nelle Grotte ricordiamo il ventisettenne papa Gregorio V, primo pontefice di nazionalità tedesca, l'imperatore Ottone II (morto a Roma nel 983) e papa Adriano IV, unico pontefice inglese della storia; papa Bonifacio VIII, che proclamò il primo Anno Santo nel 1300, riposa sotto la splendida scultura di San Pietro, opera di Arnolfo di Cambio; papa Pio VI (morto prigioniero dei francesi nel 1799) è racchiuso in un sarcofago paleocristiano, ma rivive nel marmo in cui Antonio Canova lo immortalò in preghiera.
Sono in tutto 21 i pontefici sepolti nelle Grotte vaticane, da Pietro apostolo fino a papa Benedetto XVI. Molti papi preferirono però essere sepolti nelle altre basiliche romane, tra cui papa Pio IX, il cui corpo riposa a San Lorenzo fuori le mura, papa Leone XIII a San Giovanni in Laterano e papa Francesco a Santa Maria Maggiore. Altri trovarono sepoltura fuori Roma (come ad esempio Gregorio XII, sepolto nella concattedrale di San Flaviano a Recanati, e papa Gregorio VII nella cattedrale di Salerno), oppure addirittura fuori dai confini italiani (è questo il caso dei papi di Avignone: Clemente V, Giovanni XXII, Benedetto XII, Clemente VI, Innocenzo VI e Urbano V, tutti sepolti ad Avignone e in altre città francesi).
Papa Pio XI desiderò vivamente di essere sepolto "quanto più vicino fosse possibile alla Confessione di Pietro", e spinto dall'occasione il suo successore, Pio XII, ordinò una vasta campagna archeologica intorno alla tomba di Pietro per stabilire l'autenticità di quel luogo. Di fatto, il sepolcro di papa Pio XI è quasi di fronte alla Confessione, a sinistra, mentre quello di papa Pio XII è esattamente allineato al lato posteriore e alla Cappella Clementina corrispondente.
La salma di papa Giovanni XXIII era a destra della Confessione, ma è stata trasferita, dopo la sua beatificazione, nella basilica, in un'apposita teca dorata, dentro la quale è possibile vedere il corpo di papa Roncalli ancora in buone condizioni: infatti il buono stato della salma consentì, al momento della traslazione, di coprire il suo viso con una semplice colata di cera, piuttosto che con una maschera come invece è avvenuto per gli altri due papi sepolti nelle teche, Innocenzo XI e Pio X. Egualmente la salma di papa Giovanni Paolo II (che era stata posta nella stessa nicchia in cui era stato sepolto papa Giovanni XXIII), è stata trasferita, dopo la sua canonizzazione, nella basilica, ed è stata tumulata sotto l'altare della cappella di San Sebastiano.
La salma di papa Benedetto XVI è stata sepolta nella stessa nicchia che aveva ospitato le spoglie di papa Giovanni XXIII e papa Giovanni Paolo II.
Nelle Grotte Vaticane non riposano però solo le salme dei pontefici, ma anche quelle di personalità che si sono distinte attraverso i secoli per particolari motivi di ordine morale o religioso. Ad esempio hanno trovato sepoltura nelle Grotte Vaticane il cardinale Rafael Merry del Val, strettissimo collaboratore di papa Pio X, ma anche due grandi regine quali furono Carlotta I di Cipro e Cristina di Svezia. Nelle Grotte Vaticane è sepolto anche il principe Giacomo Francesco Edoardo Stuart, figlio di re Giacomo II d'Inghilterra, insieme ai suoi due figli Carlo Edoardo ed Enrico Benedetto. In fondo alle Grotte Vaticane, accanto alla tomba di papa Giulio III, si trova la tomba di Ottone II di Sassonia, imperatore del sacro romano impero.

### Sommi pontefici sepolti nelle Grotte Vaticane

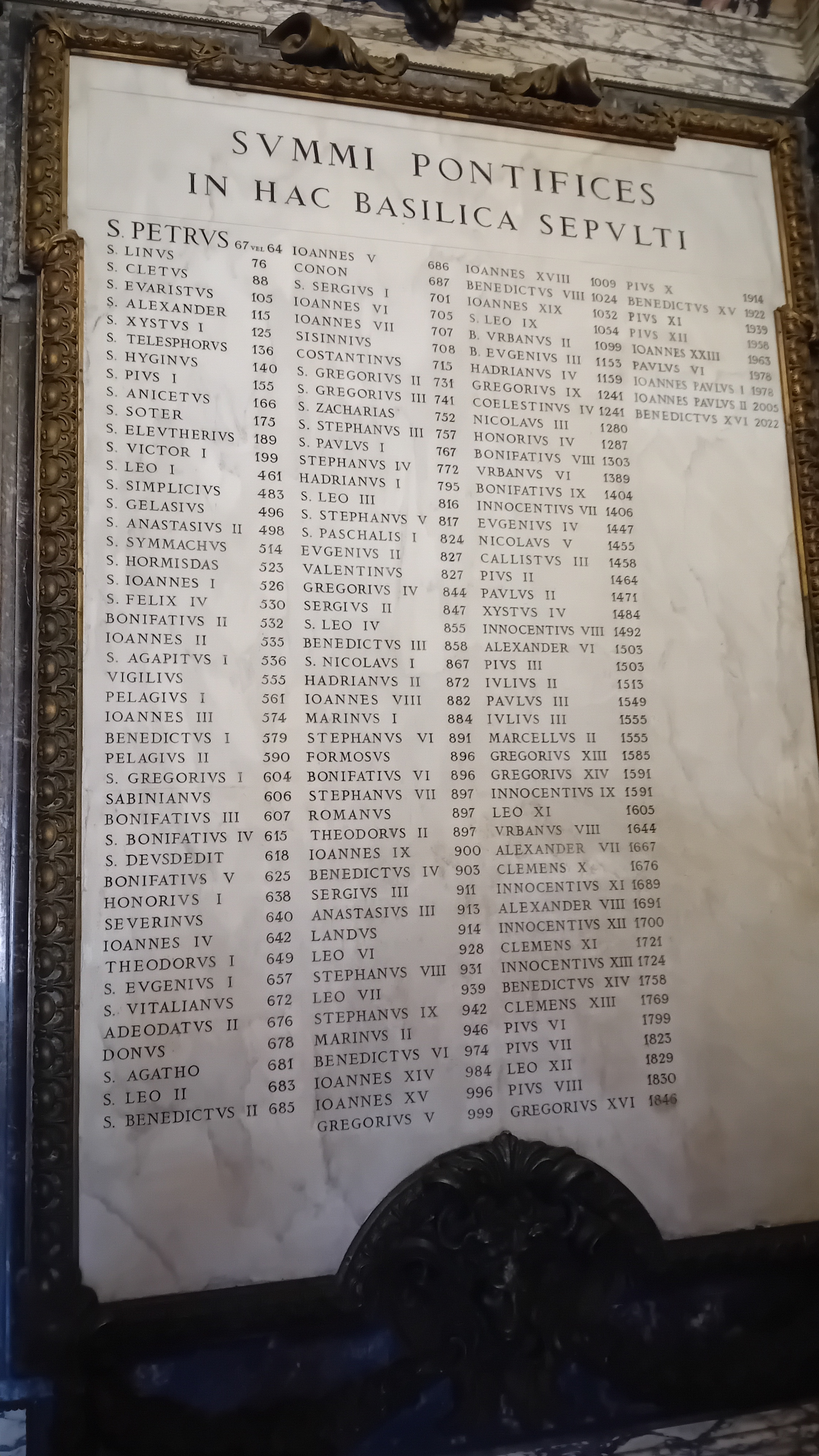
Elenco dei papi sepolti nella Basilica vaticana

In tutto sono 21 i pontefici sepolti nelle Grotte Vaticane:
1. Pietro
2. papa Gregorio V
3. papa Adriano IV
4. papa Niccolò III
5. papa Bonifacio VIII
6. papa Urbano VI
7. papa Innocenzo VII
8. papa Niccolò V
9. papa Paolo II
10. papa Sisto IV
11. papa Giulio III
12. papa Marcello II
13. papa Innocenzo IX
14. papa Innocenzo XIII
15. papa Pio VI
16. papa Benedetto XV
17. papa Pio XI
18. papa Pio XII
19. papa Paolo VI
20. papa Giovanni Paolo I
21. papa Benedetto XVI

## La tomba di Pietro

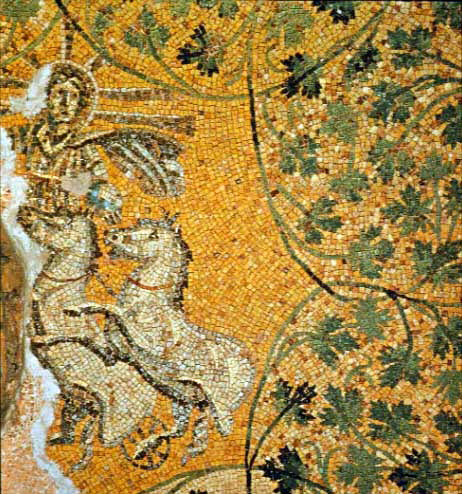
Cristo sul carro del Sole. Mosaico della necropoli sottostante le grotte vaticane

Dal 1940 furono cominciati gli scavi per la ricerca della tomba di San Pietro, e si svolsero riservatamente per dieci anni, anche durante la seconda guerra mondiale.
All'interno di una tomba, gli archeologi trovarono un piccolo ossario che, per il contesto archeologico, diede loro la certezza che "quello" era il luogo. Pio XII ne diede l'annuncio alla radio in occasione dell'Anno Santo del 1950: È stata trovata la tomba del Principe degli Apostoli.
Solo a partire dal 1953 la professoressa Margherita Guarducci riprese a studiare sistematicamente gli scavi: il ritrovamento fortunoso di alcune ossa d'un uomo di 60-70 anni, avvolte in un prezioso panno di porpora intessuto con fili d'oro e con attendibilità provenienti dal loculo (ma spostate ai tempi di Costantino nell'edicola, come rivelano frammenti di muro rosso, con la scritta in greco, poi tradotta in "Pietro è qui"), mossero 12 anni dopo Paolo VI alla convinzione che doveva trattarsi con ogni probabilità dei resti del corpo di San Pietro.

## Galleria d'immagini

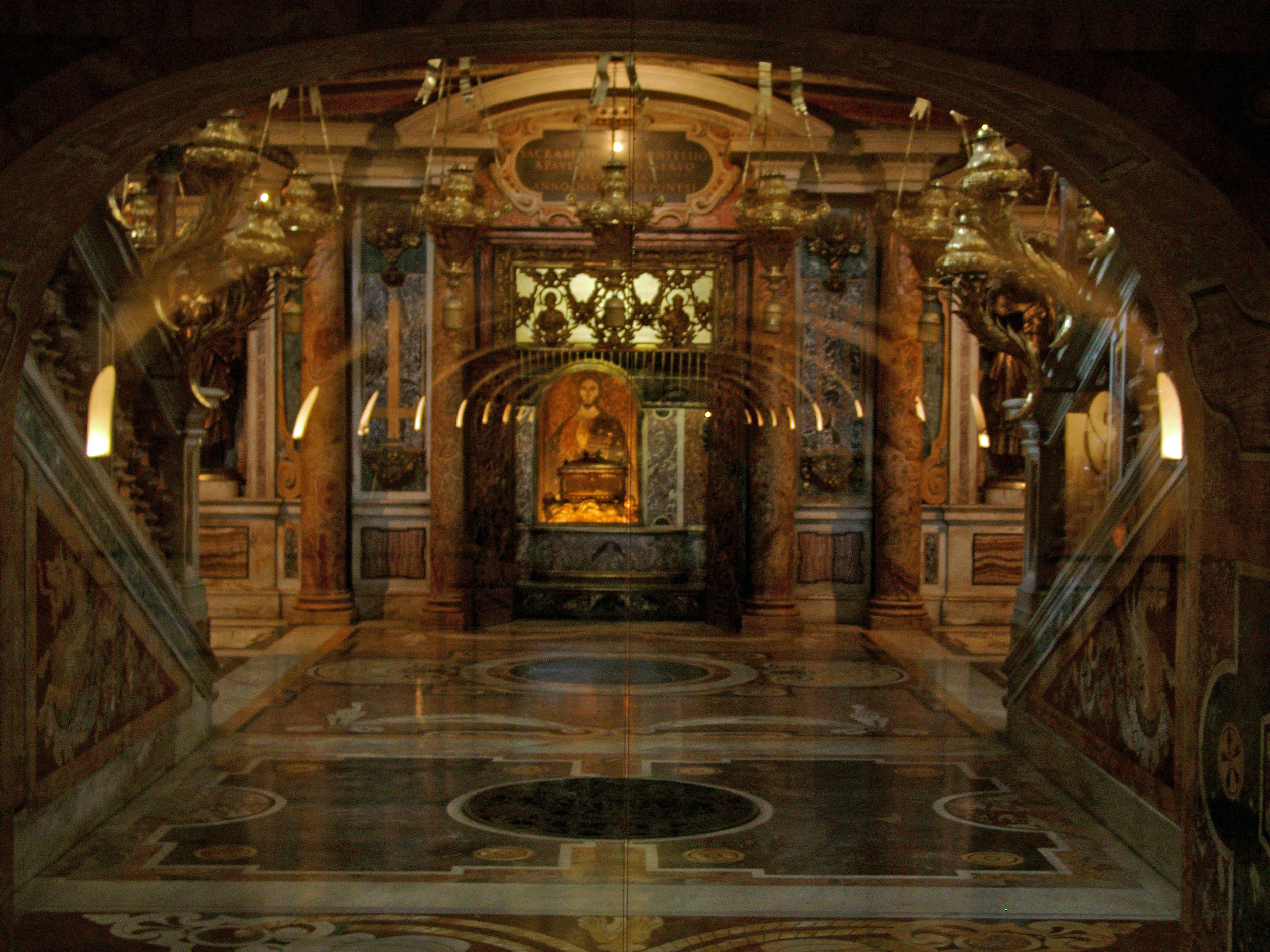
Tomba di Pietro
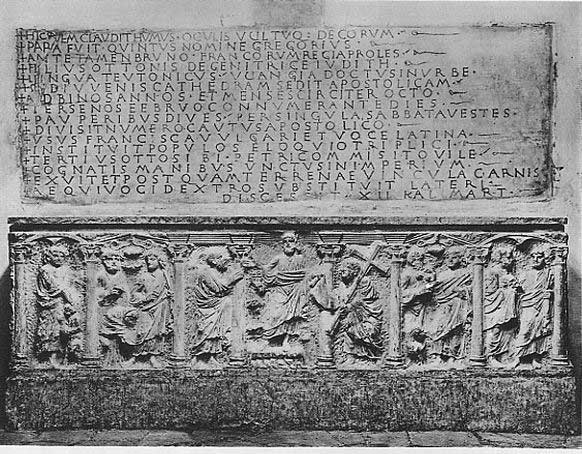
Tomba di papa Gregorio V
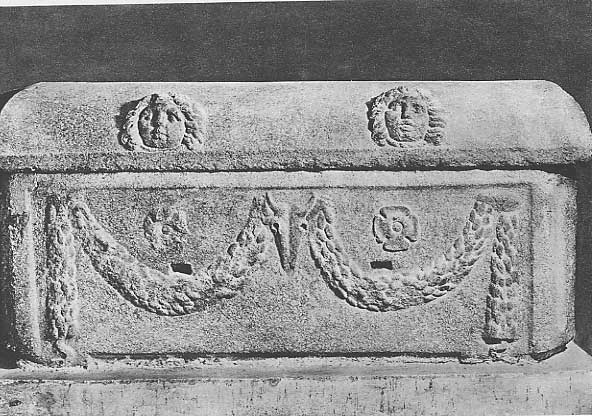
Tomba di papa Adriano IV
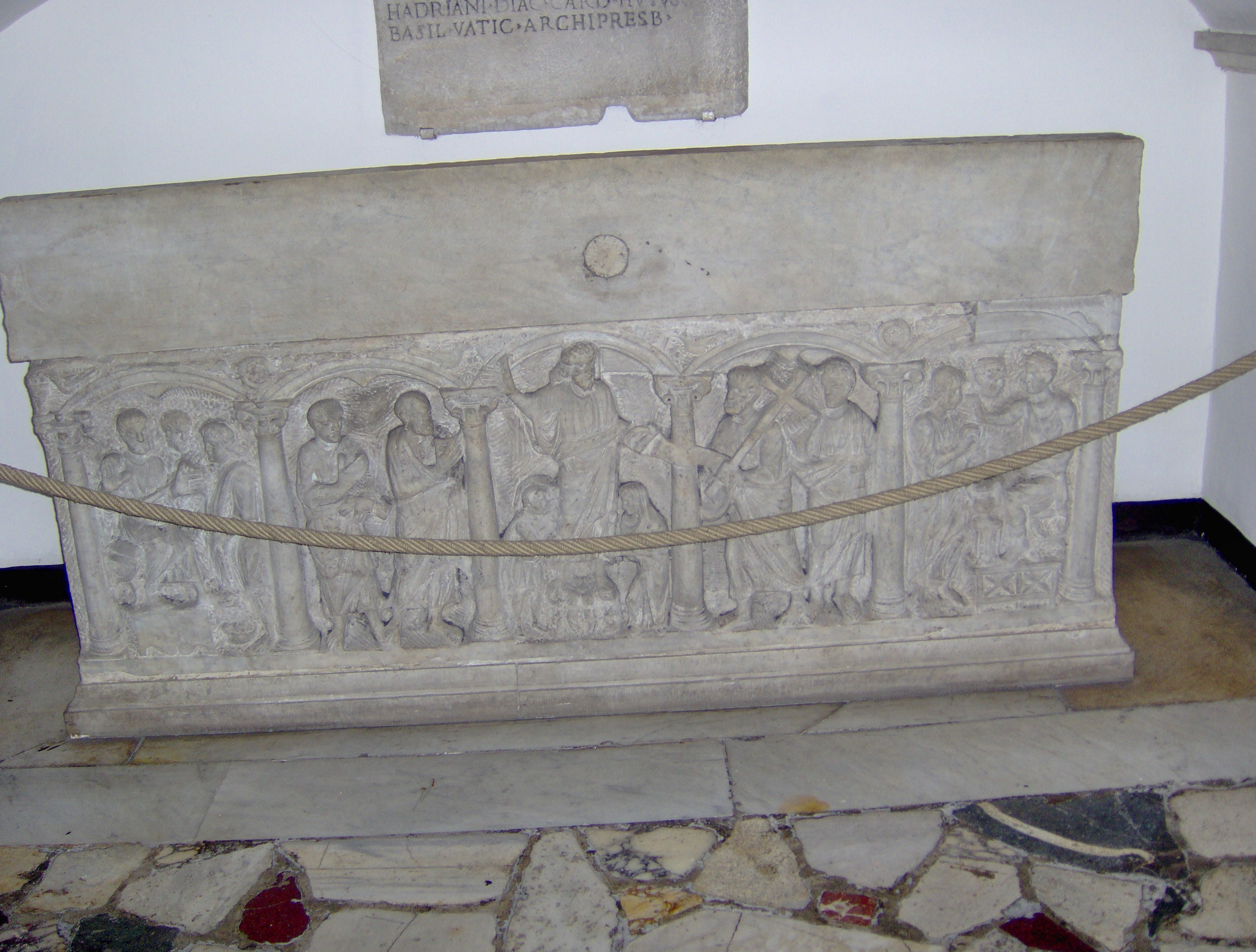
Tomba di papa Niccolò III
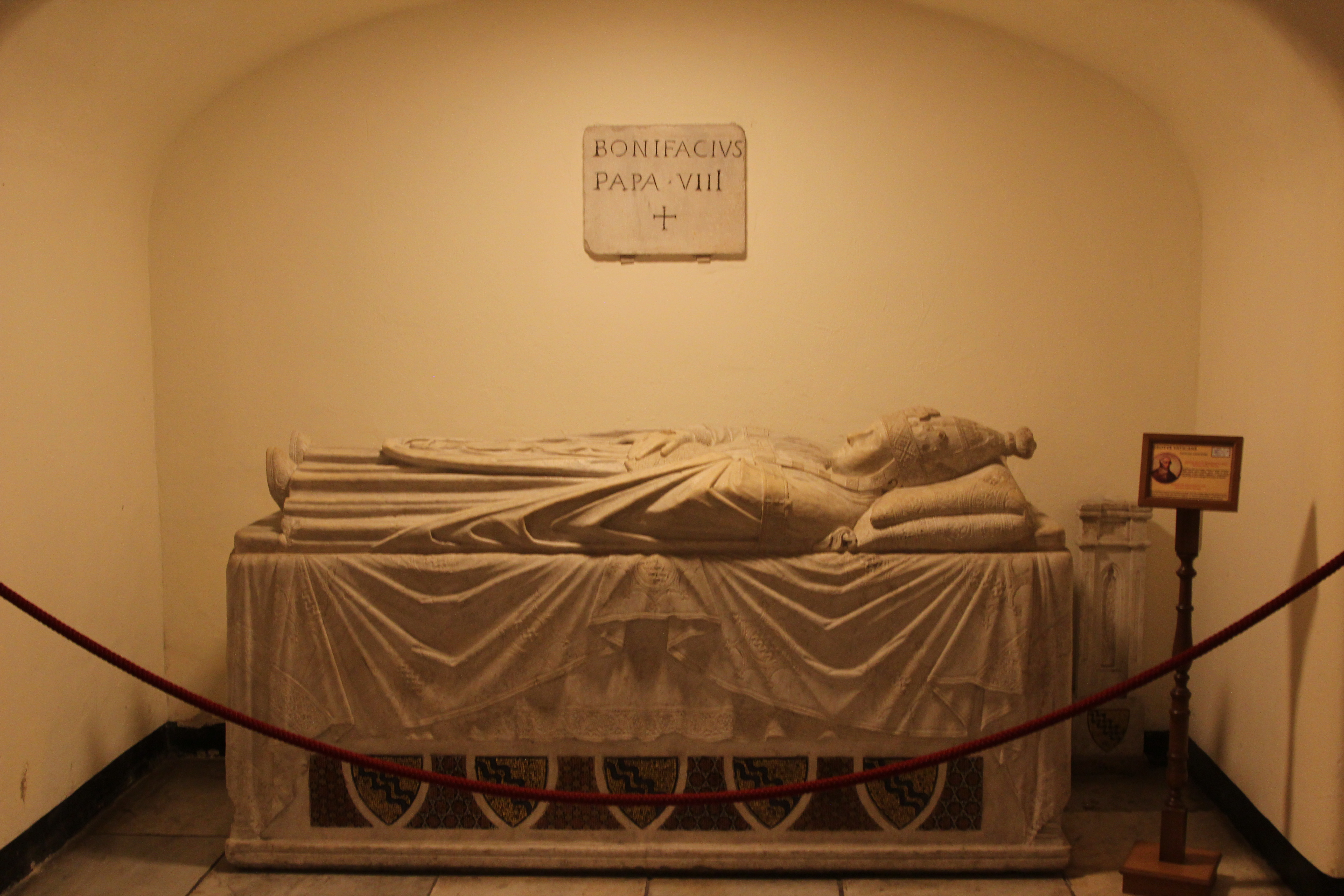
Tomba di papa Bonifacio VIII
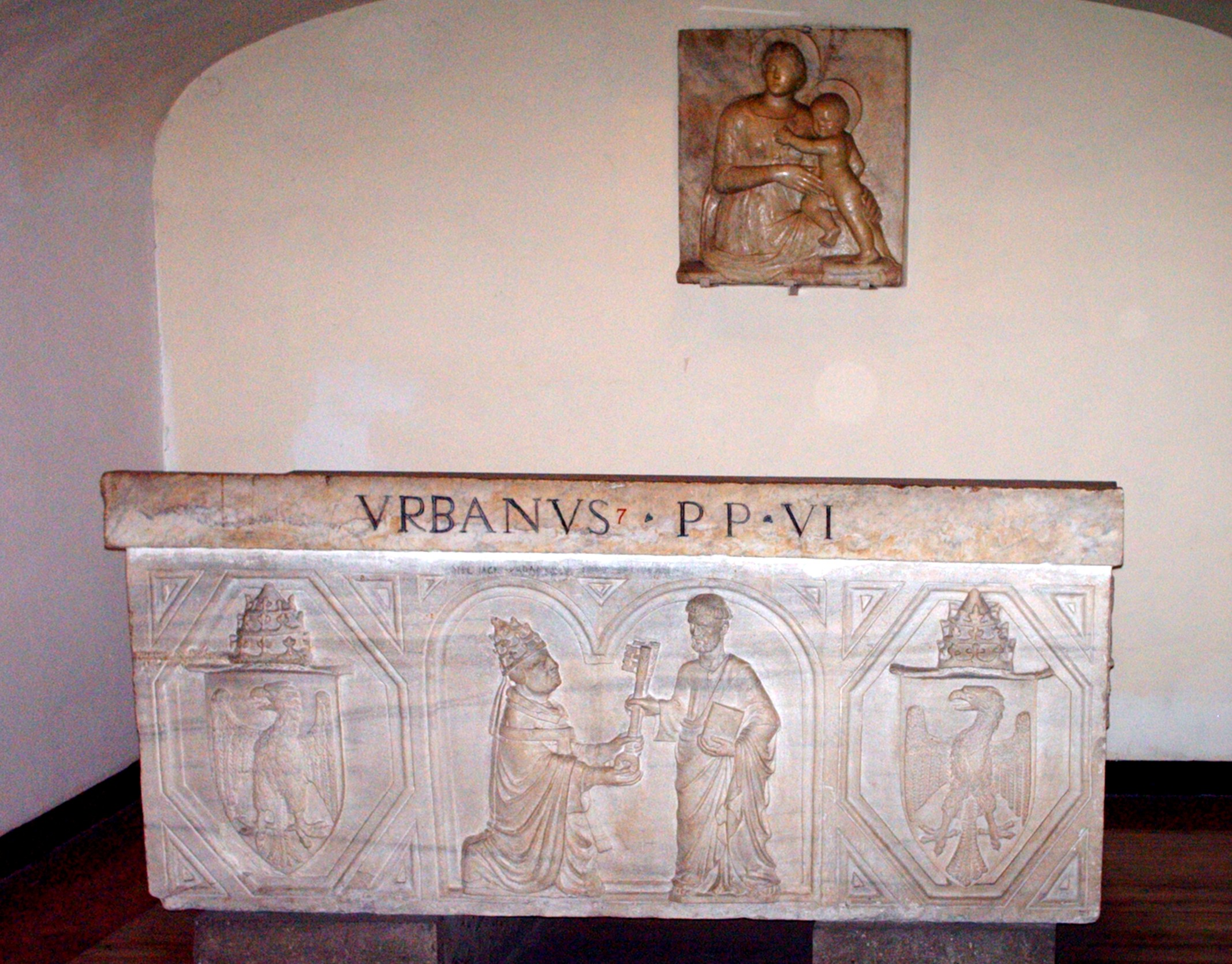
Tomba di papa Urbano VI
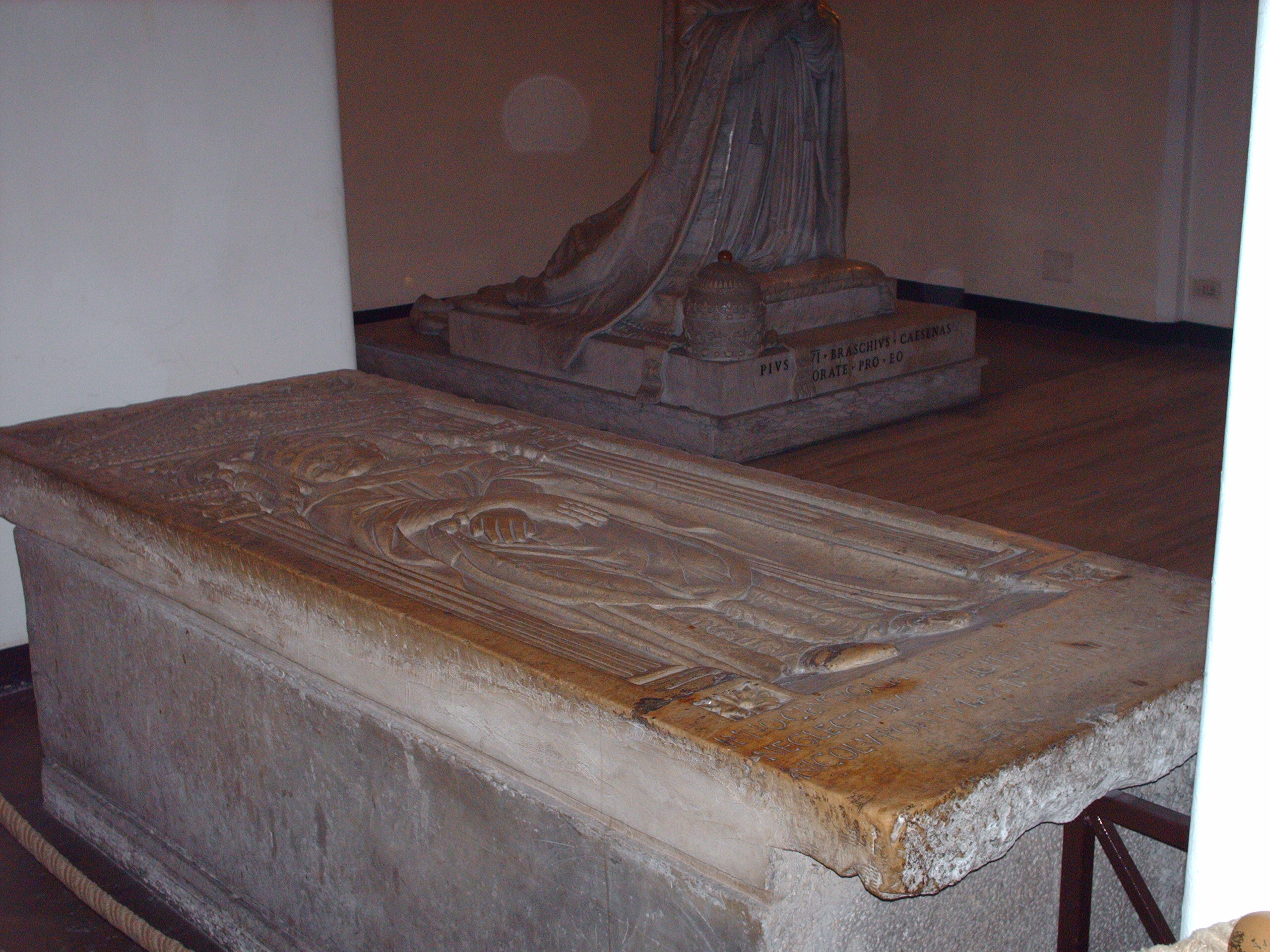
Tomba di papa Innocenzo VII
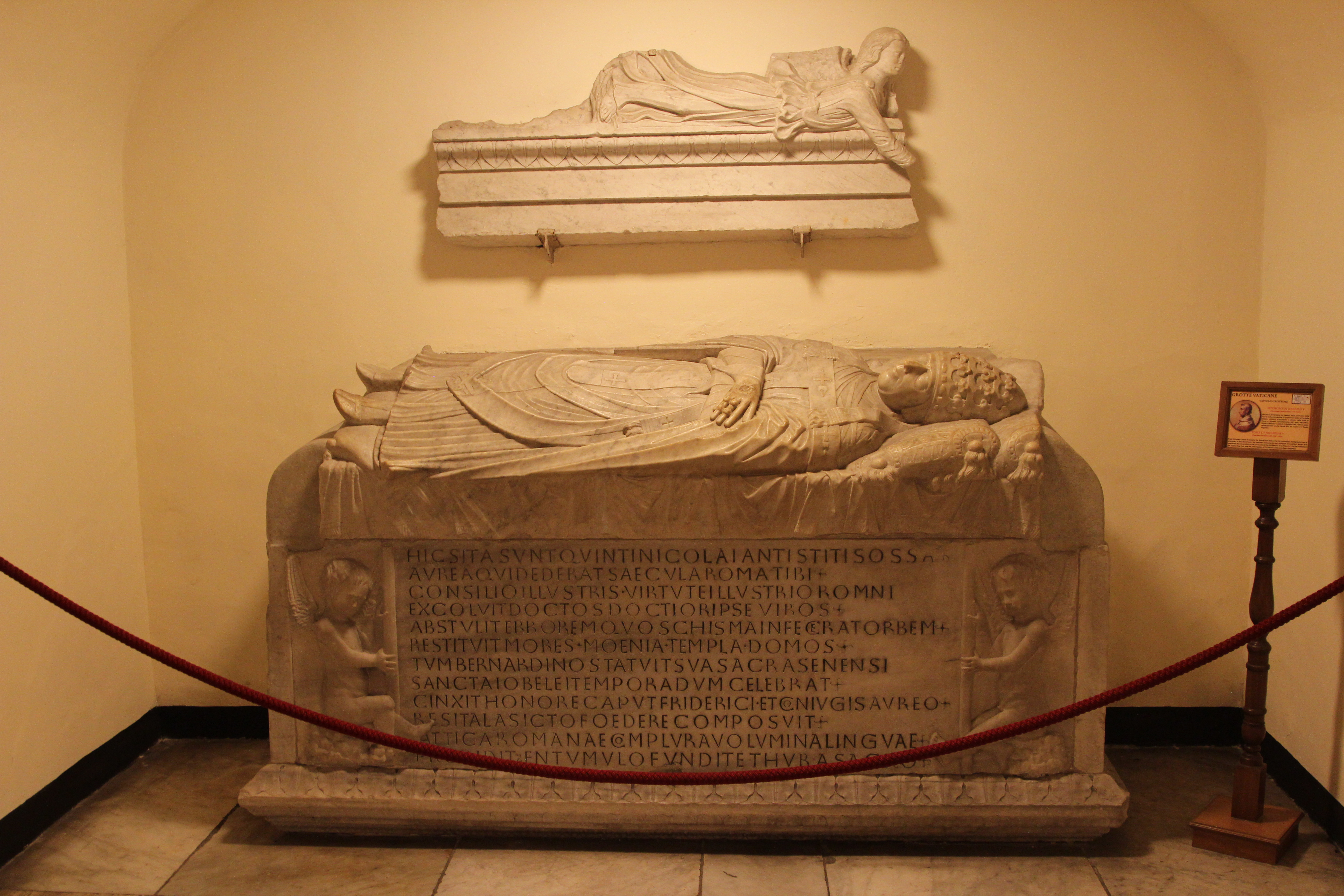
Tomba di papa Niccolò V
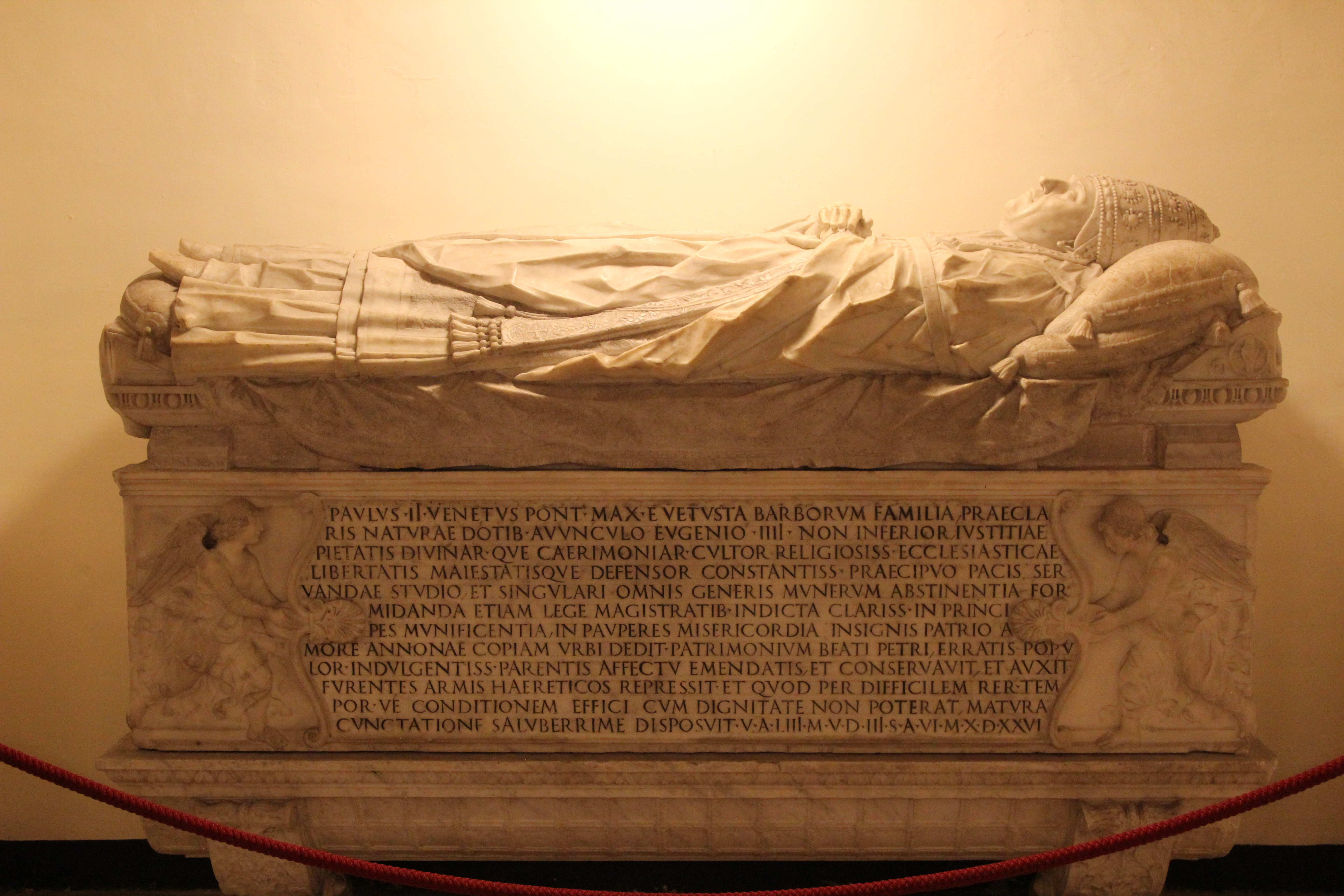
Tomba di papa Paolo II
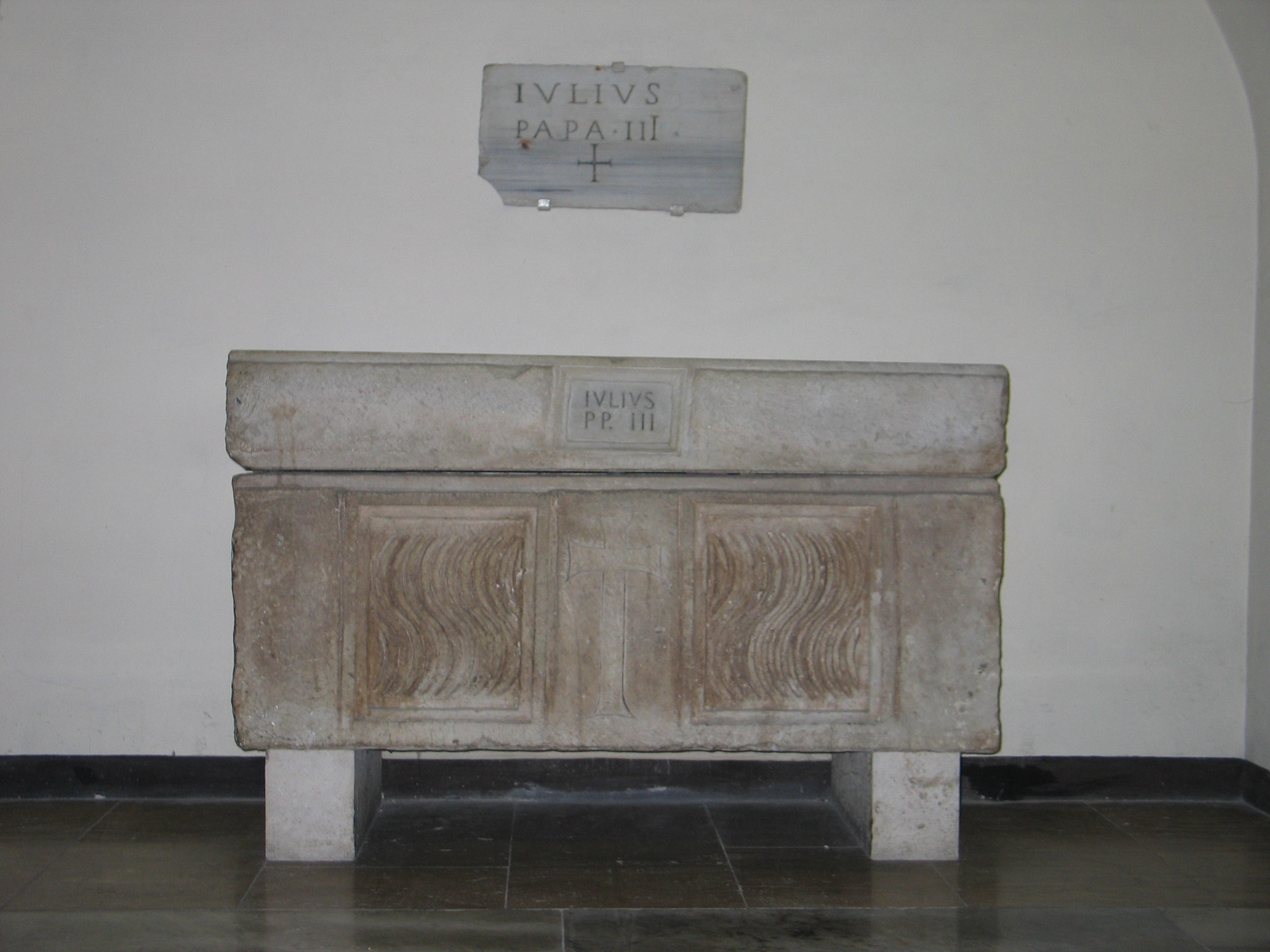
Tomba di papa Giulio III
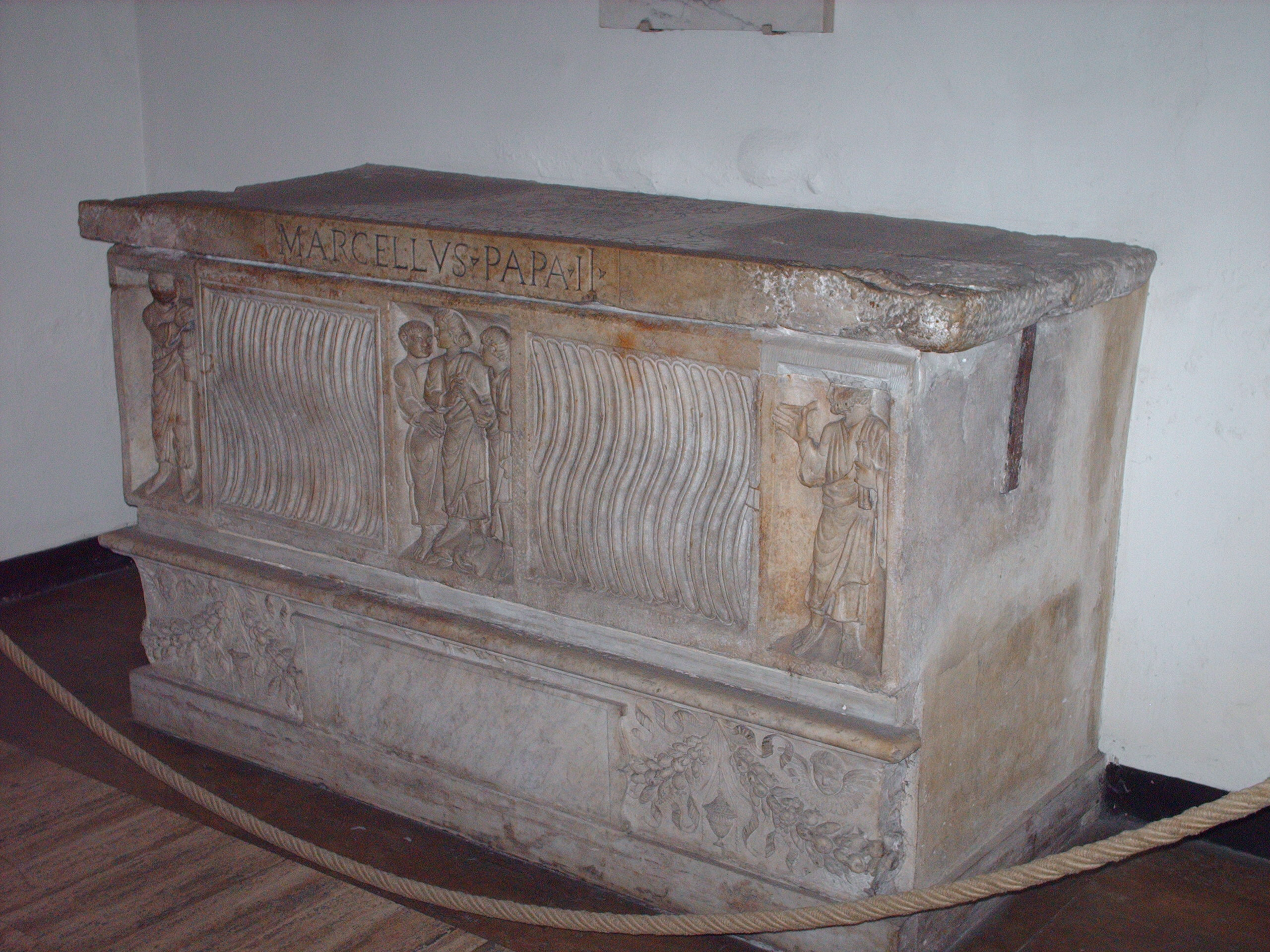
Tomba di papa Marcello II
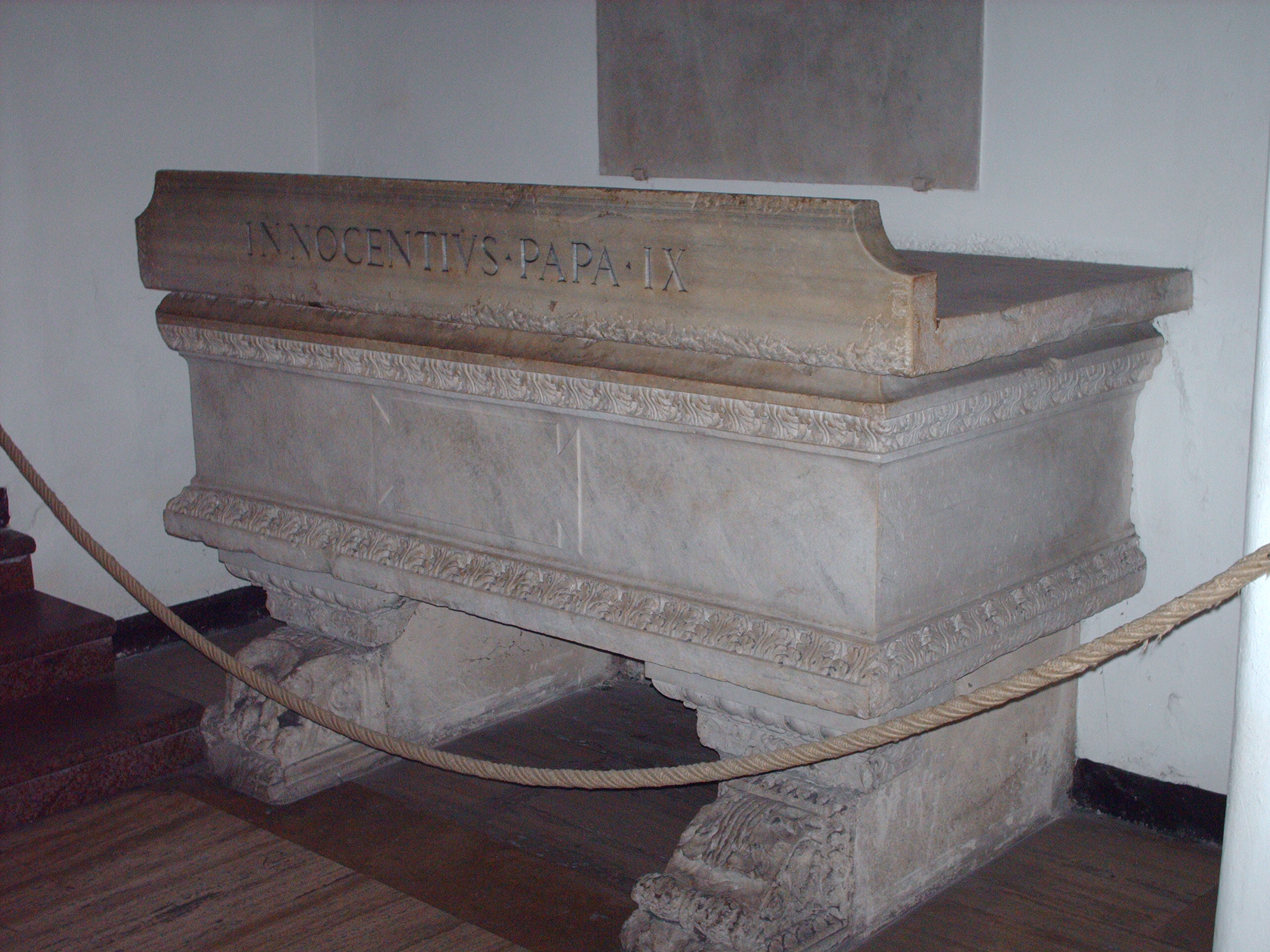
Tomba di papa Innocenzo IX
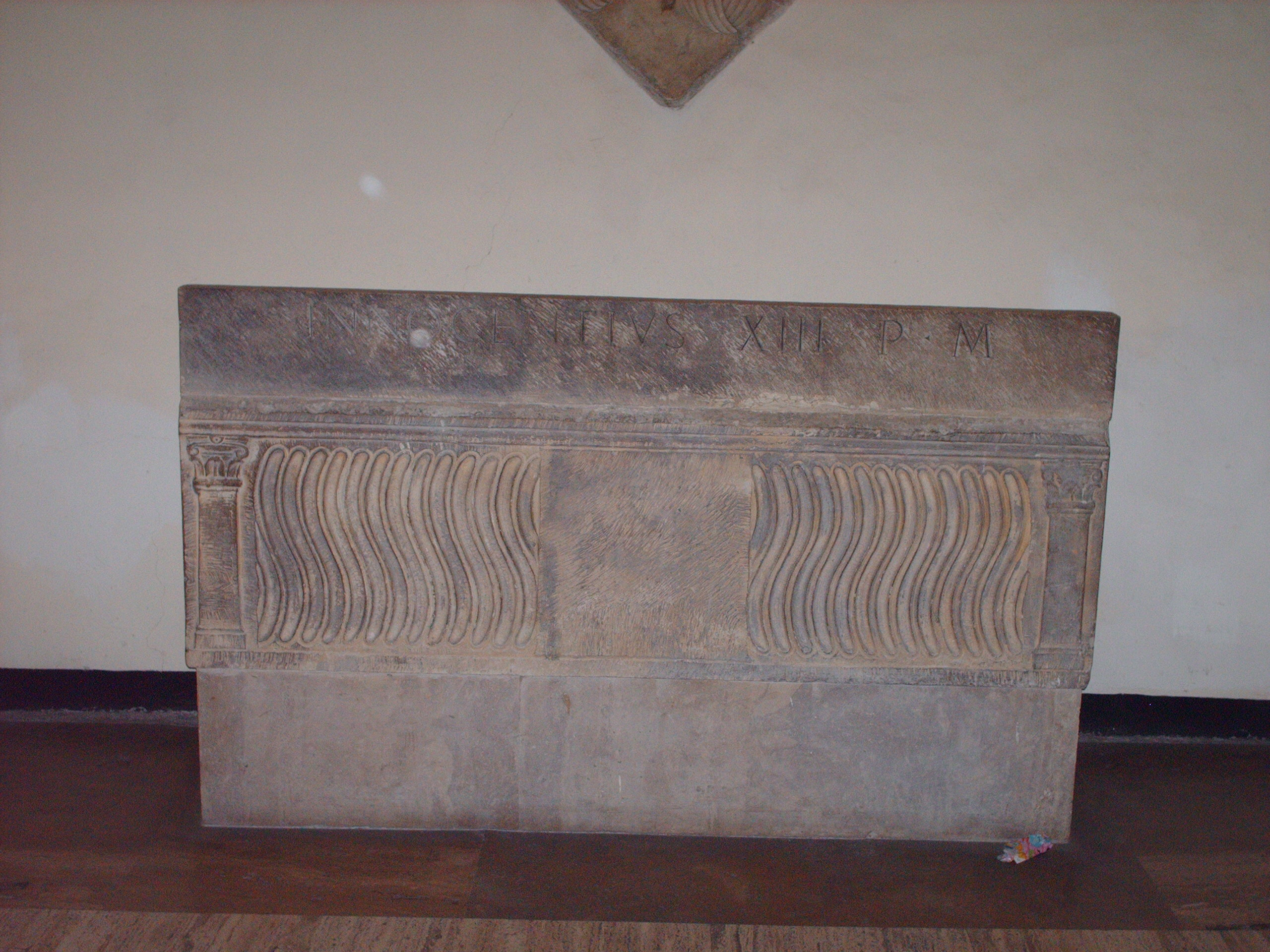
Tomba di papa Innocenzo XIII
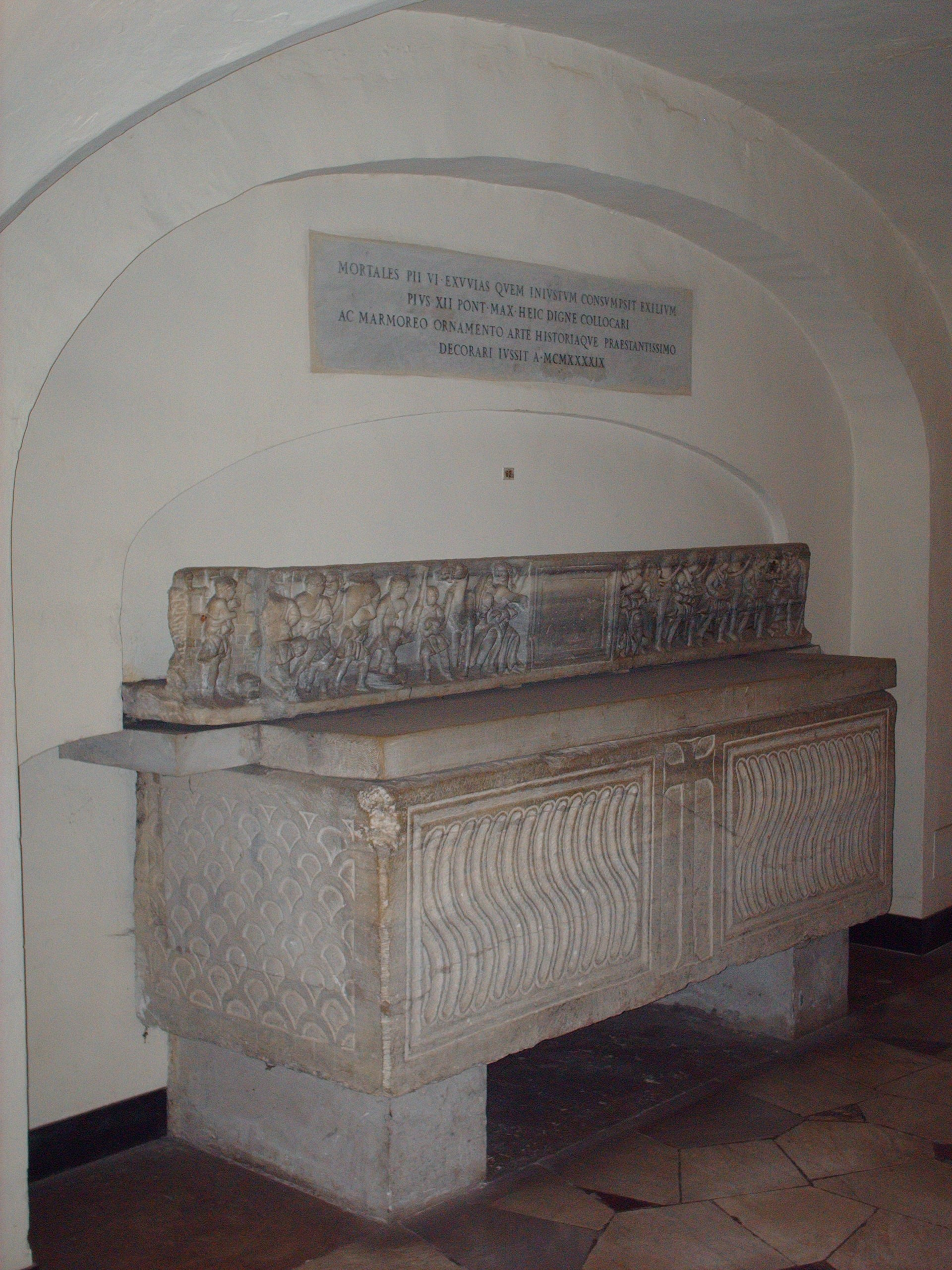
Tomba di papa Pio VI
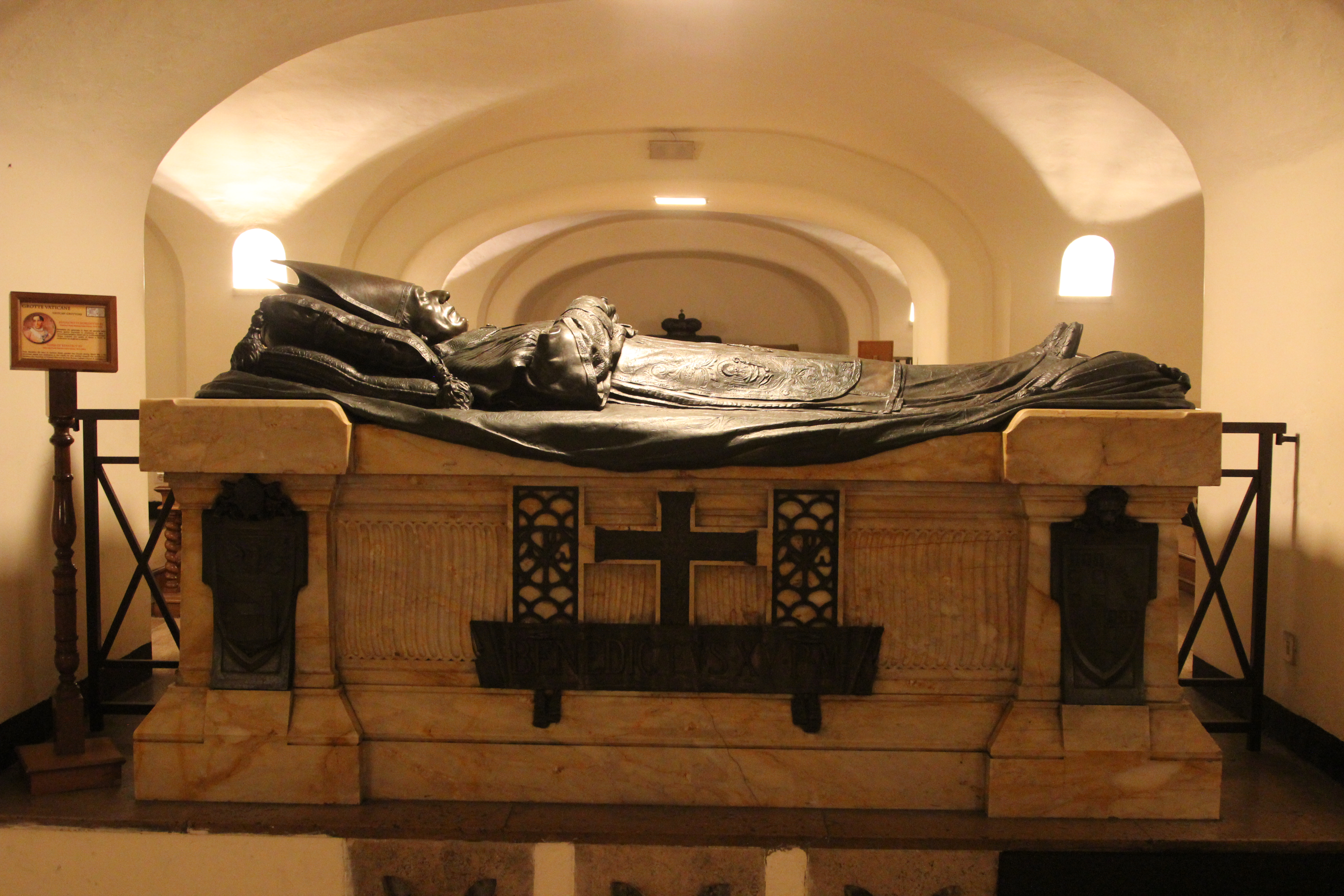
Tomba di papa Benedetto XV
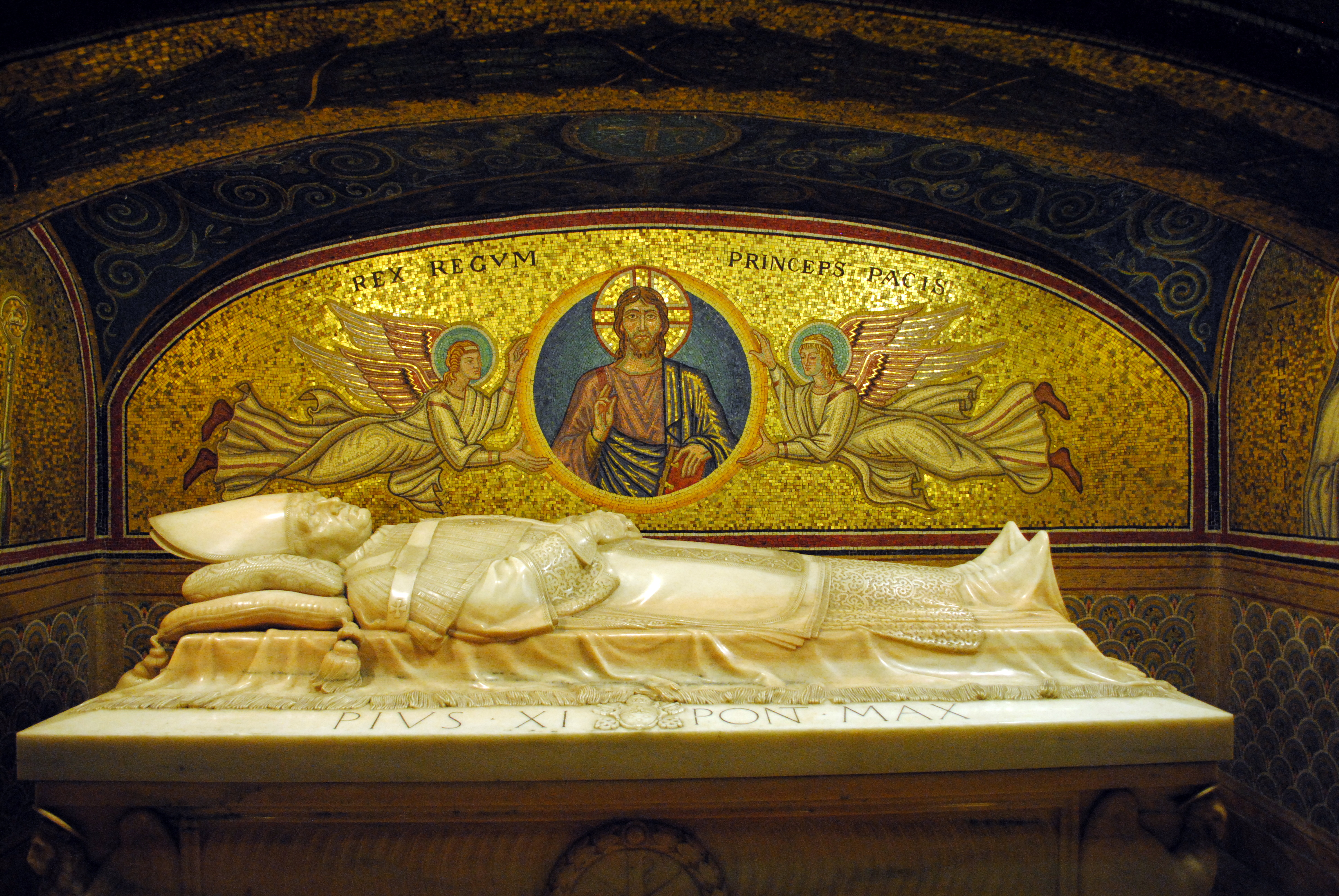
Tomba di papa Pio XI
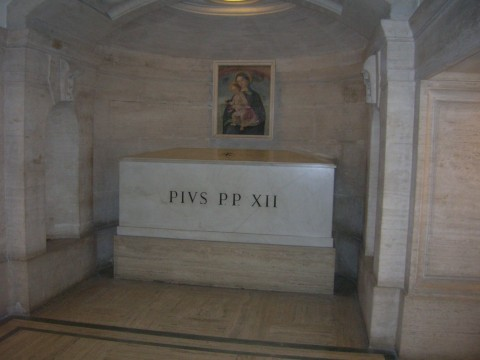
Tomba di papa Pio XII
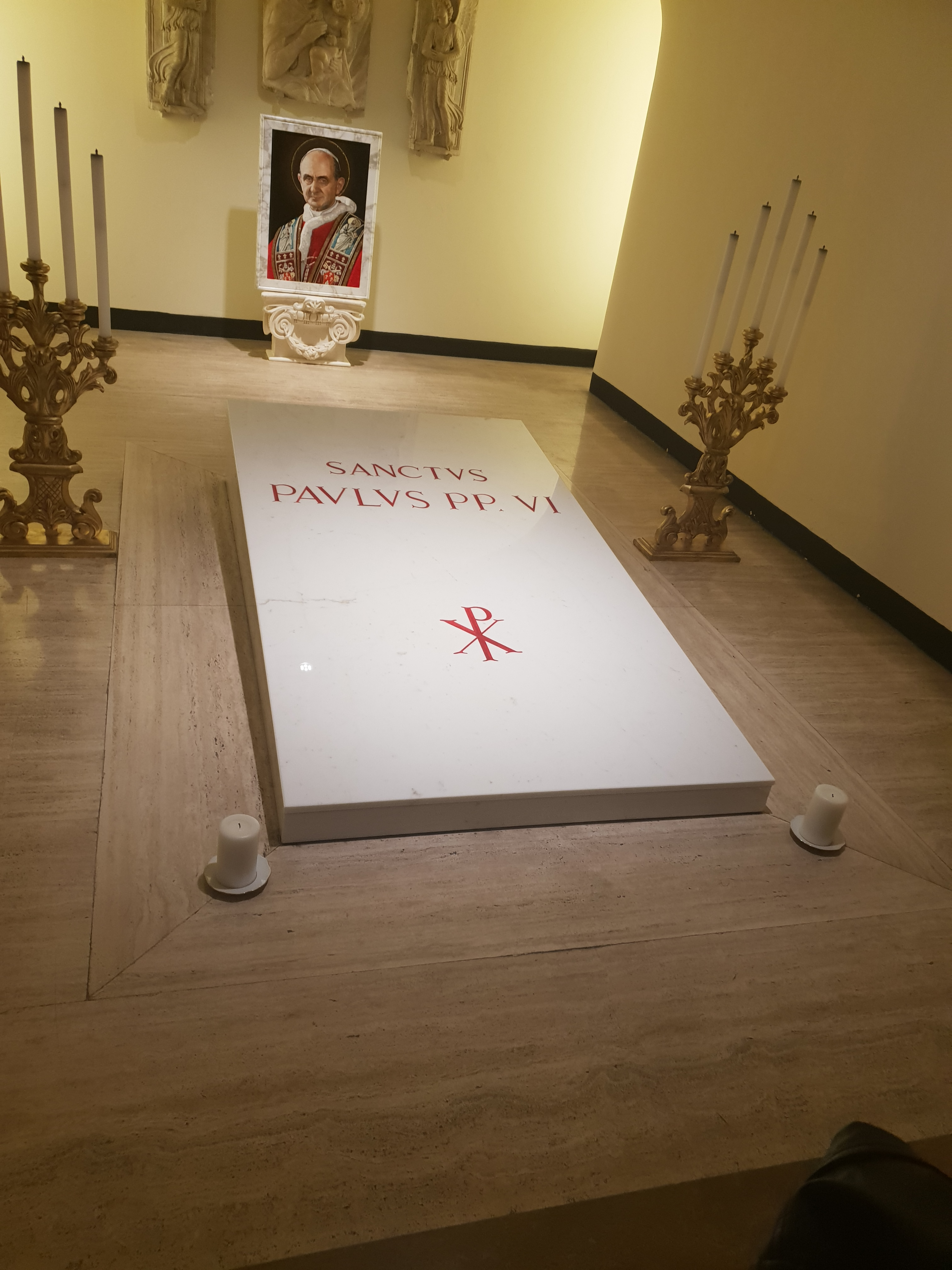
La nuova tomba di papa Paolo VI dopo la canonizzazione
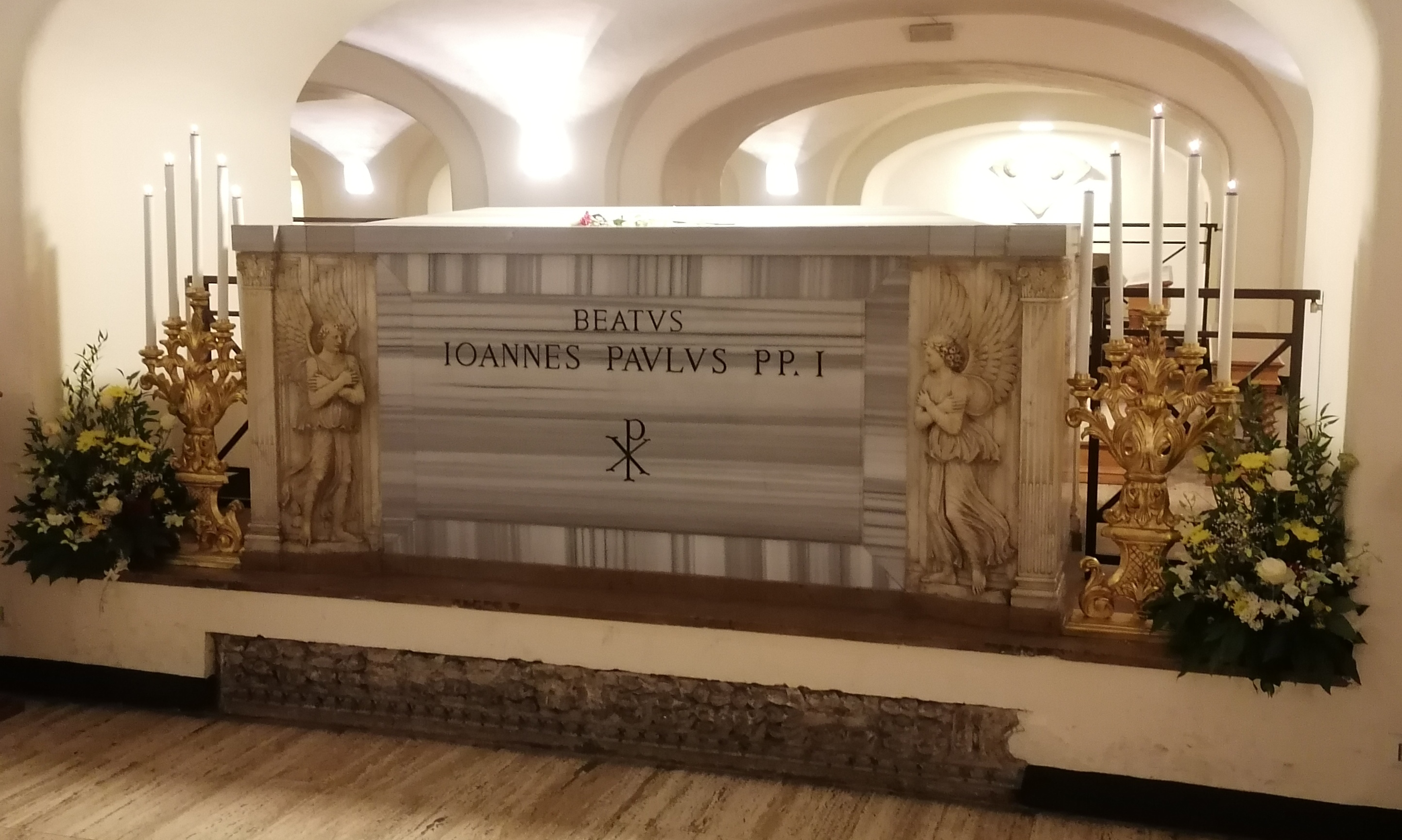
La nuova tomba di papa Giovanni Paolo I dopo la beatificazione
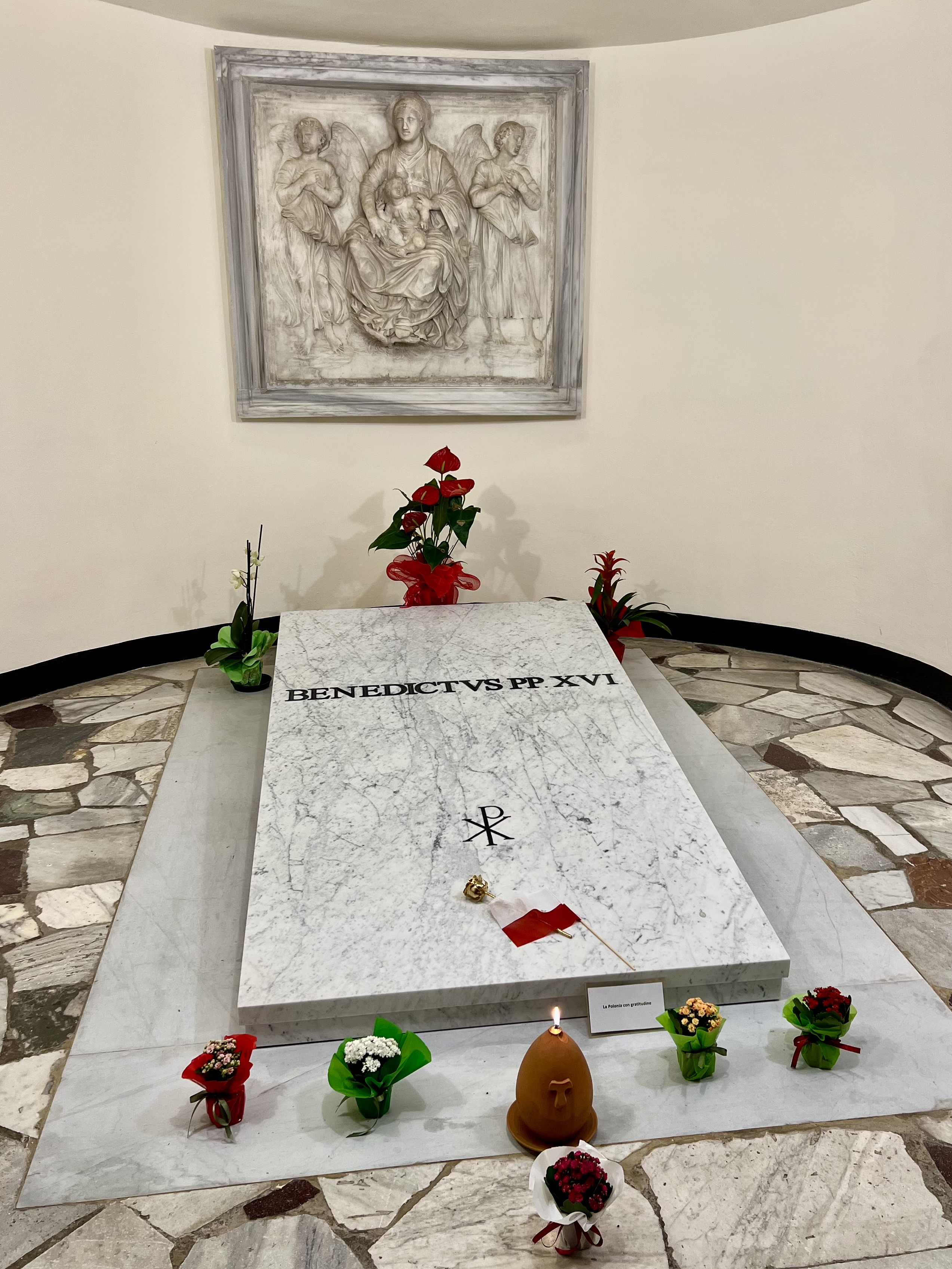
Tomba di papa Benedetto XVI